# مضاد مسكاريني
مناهضات المستقبلات المسكارينية (بالإنجليزية: Muscarinic antagonist)‏ (إم آر إيه) هي أحد أنواع مضادات الكولين التي توقف نشاط مستقبلات الأستيل كولين المسكارينية. الأستيل كولين (غالبًا ما يُختصر بـ«إيه سي إتش») هو ناقل عصبي يكون مستقبِلُه بروتينًا موجودًا في المشابك العصبية وأغشية الخلايا الأخرى. إلى جانب الاستجابة إلى مركباتها الكيميائية العصبية الأساسية، قد تكون مستقبلات النواقل العصبية حساسة لمجموعة متنوعة من الجزيئات الأخرى. تُصنف مستقبلات الأستيل كولين إلى مجموعتين بناءً على هذا:
- المسكارينية، التي تستجيب للمسكارين
- النيكوتينة، التي تستجيب للنيكوتين

معظم مناهضات مستقبلات المسكارين هي مواد كيميائية اصطناعية؛ ولكن السكوبولامين والأتروبين، اللذين يُعدان أكثر مضادات الكولين شيوعًا، هما من أشباه القلويدات الموجودة في نبات أتروبا بيلادونا، ويُستخلصان بشكل طبيعي.
توازن التأثيرات المناهضة للمسكارين والتأثيرات الناهضة للمسكارين بعضها بعضًا لتحقيق الاستتباب الداخلي.
تُعرف بعض المواد بأنها مناهضات للمستقبلات المسكارينية طويلة المفعول.

## التأثيرات
يملك السكوبولامين والأتروبين تأثيرات متماثلة في الجهاز العصبي المحيطي، ولكن السكوبولامين له تأثيرات أكبر في الجهاز العصبي المركزي (سي إن إس) مقارنة بالأتروبين بسبب قدرته على عبور الحاجز الدموي الدماغي. عند أخذ جرعات أعلى من الجرعات العلاجية، يسبب الأتروبين والسكوبولامين تثبيط الجهاز العصبي المركزي الذي يتميز بفقدان الذاكرة، والإعياء، والنقص في نوم حركة العين السريعة. للسكوبولامين (الهيوسين) فعالية مضادة للقيء، لذا يستخدم لعلاج داء الحركة.
تُستخدم مضادات المسكارين أيضًا أدويةً مضادة للباركنسونية. في الباركنسونية، يحصل اختلال في التوازن بين مستويات الأستيل كولين والدوبامين في الدماغ، بما في ذلك زيادة مستويات الأستيل كولين وتنكس مسارات الدوبامين (المسار السوداوي المخططي). بناء على ذلك، يحدث في الباركنسونية انخفاض في مستوى نشاط الدوبامين. تتمثل إحدى طرائق موازنة النواقل العصبية بإيقاف الفعالية الكولينية المركزية باستخدام مناهضات المستقبلات المسكارينية.
يمارس الأتروبين تأثيره على مستقبلات إم 2 (M2) في القلب ويناهض نشاط الأستيل كولين. يسبب الأتروبين تسرع القلب من خلال منع تأثير العصب المبهم في العقدة الجيبية الأذينية. يزيد الأستيل كولين استقطاب العقدة الجيبية الأذينية، التي تستحوذ عليها مناهضات المستقبلات المسكارينية وبالتالي يزيد معدل ضربات القلب. في حال إعطاء الأتروبين عن طريق الحقن العضلي أو الحقن تحت الجلد، فإنه يسبب بطء القلب البدئي. وسبب ذلك أنه يمارس تأثيره على مستقبلات إم 1 (M1) قبل المشبكية (مستقبلات ذاتية) عند إعطائه بالطريق العضلي أو الطريق تحت الجلد. يُمنع امتصاص الأستيل كولين في سيتوبلازما المحور العصبي، ويطلق العصب قبل المشبكي المزيد من الأستيل كولين في المشبك الكيميائي ما يسبب بطء القلب البدئي.
في العقدة الأذينية البطينية، يُختصر جهد الراحة، ما يسهل عملية التوصيل. ويُرى هذا على هيئة فترة بّي آر قصيرة في تخطيط كهربائي للقلب. له تأثير معاكس في ضغط الدم. يؤدي تسرع القلب وتحفيز المركز المحرك الوعائي إلى زيادة ضغط الدم. ولكن، بسبب تنظيم التلقيم الراجع للمركز المحرك الوعائي، يحدث انخفاض في ضغط الدم نتيجة توسع الأوعية.
تشمل مضادات المسكارين الهامة الأتروبين، والهيوسيامين، والبوتيل سكوبول أمين والهيدروبروميد، والإبراتروبيوم بروميد، والتروبيكاميد، والسايكلوبنتولايت، والبايرينزيبين.
قد تكون المناهضات المسكارينية مثل الإبراتروبيوم بروميد فعالة في علاج الربو أيضًا، إذ يُعرف الأستيل كولين بتسببه بتقلص العضلات الملساء، وخاصة في الشعب الهوائية.